# Prosopis ferox
Prosopis ferox är en ärtväxtart som beskrevs av August Heinrich Rudolf Grisebach. Prosopis ferox ingår i släktet Prosopis och familjen ärtväxter. Inga underarter finns listade i Catalogue of Life.